# Veselin Đuretić
Veselin Đuretić (* 17. Mai 1933 in Mojanovići bei Podgorica, Jugoslawien; † 18. Februar 2020 in Belgrad, Serbien) war ein jugoslawischer bzw. serbischer Historiker.
Er war Mitarbeiter des Balkanologischen Instituts der Serbischen Akademie der Wissenschaften und Künste. In seinem 1985 veröffentlichten zweibändigen Buch Saveznici i jugoslovenska ratna drama (Die Alliierten und das jugoslawische Kriegsdrama) rechtfertigte er die Kollaboration der Tschetniks mit den deutschen Besatzern im Zweiten Weltkrieg und forderte eine Rehabilitation des Tschetnik-Führers Draža Mihailović. Đuretić wurde aus dem Bund der Kommunisten Jugoslawiens ausgeschlossen und der Verkauf des Buches gestoppt.
In den 1990er Jahren stand Đuretić der Serbischen Radikalen Partei nahe. Sein Buch wurde seit den 1990er Jahren von nationalistischen Historikern breit rezipiert.